# Talmage (Nebraska)
Talmage è un villaggio degli Stati Uniti d'America della contea di Otoe nello Stato del Nebraska. La popolazione era di 233 persone al censimento del 2010.

## Storia
L'area nelle vicinanze di Talmage è stata colonizzata nei tardi anni del 1850. La linea ferrovia tra Kansas City ed Omaha della Missouri Pacific Railroad ha raggiunto l'area nel 1881. La città è stata intrecciata il 7 marzo 1882 su un terreno donato da un contadino locale di nome Clark Puffer. Prende il nome da Archibald A. Talmage, un sovrintendente della ferrovia.

## Geografia fisica
Talmage è situata a 40°31′54″N 96°01′25″W (40.531767, -96.023678).
Secondo lo United States Census Bureau, ha un'area totale di 0,16 miglia quadrate (0,41 km²).

## Società

### Evoluzione demografica
Secondo il censimento del 2010, c'erano 233 persone.

### Etnie e minoranze straniere
Secondo il censimento del 2010, la composizione etnica del villaggio era formata dal 93,6% di bianchi, l'1,3% di afroamericani, il 3,4% di altre razze, e l'1,7% di due o più etnie. Ispanici o latinos di qualunque razza erano il 7,3% della popolazione.